# Phim hồng

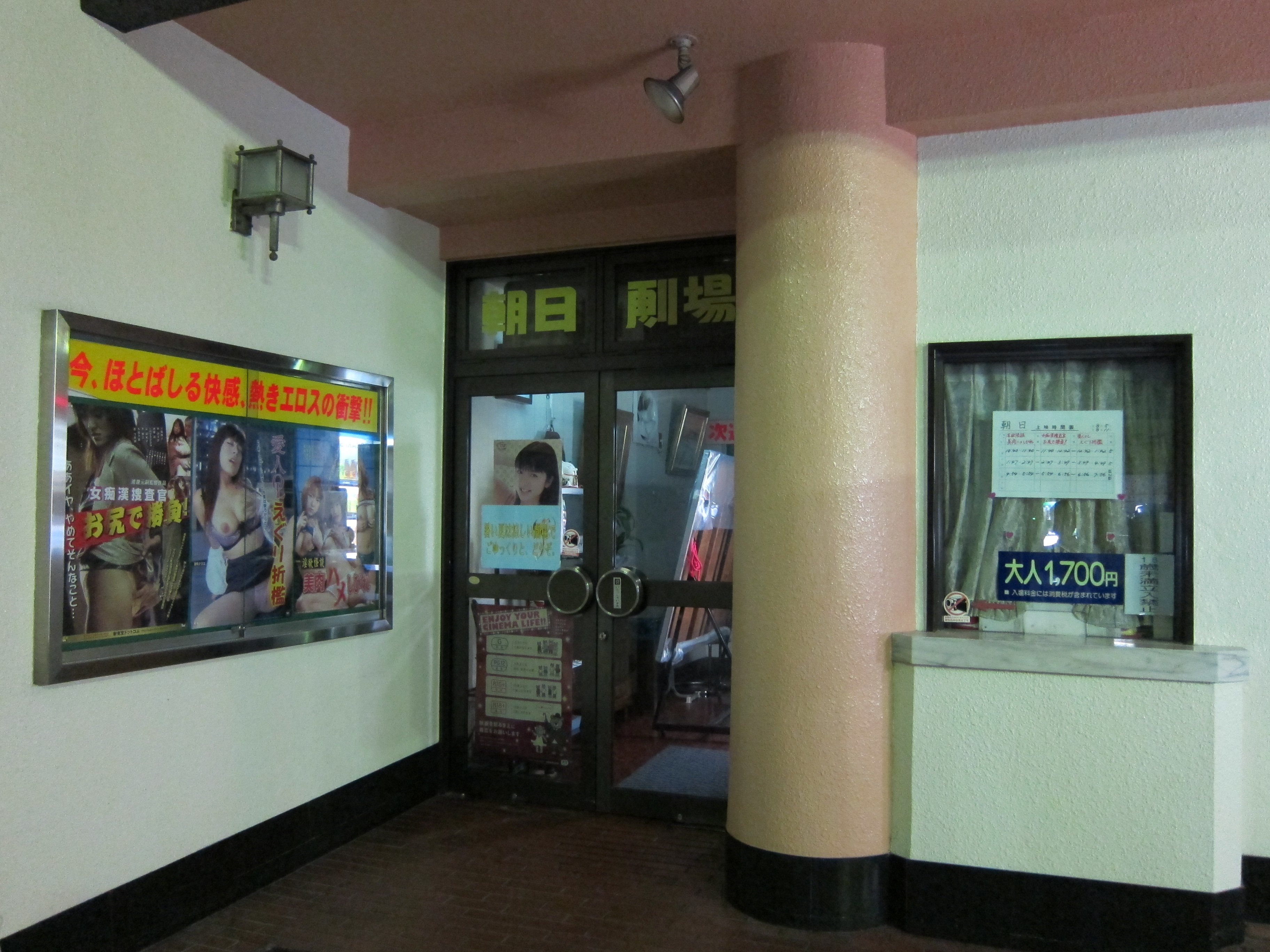

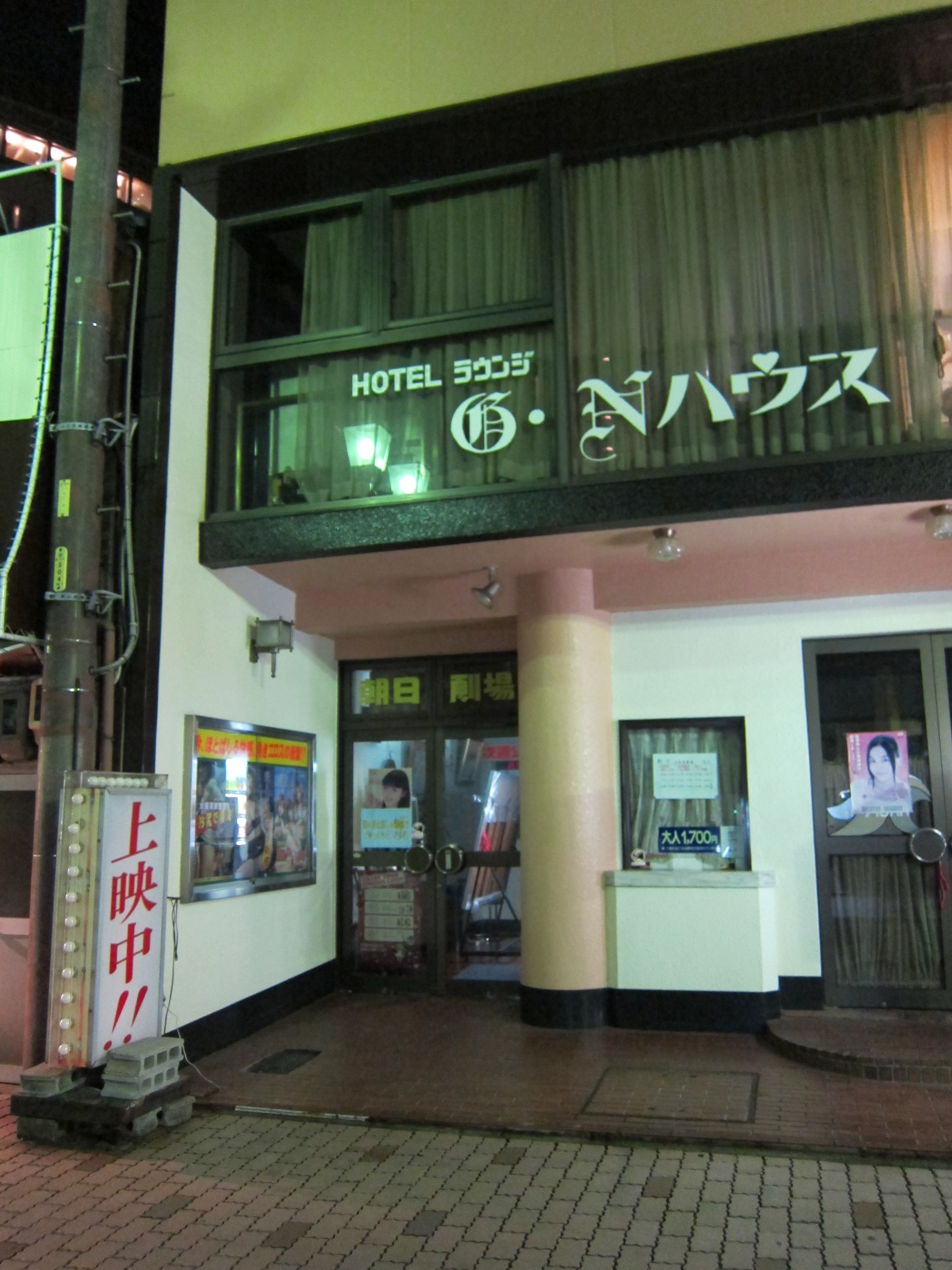

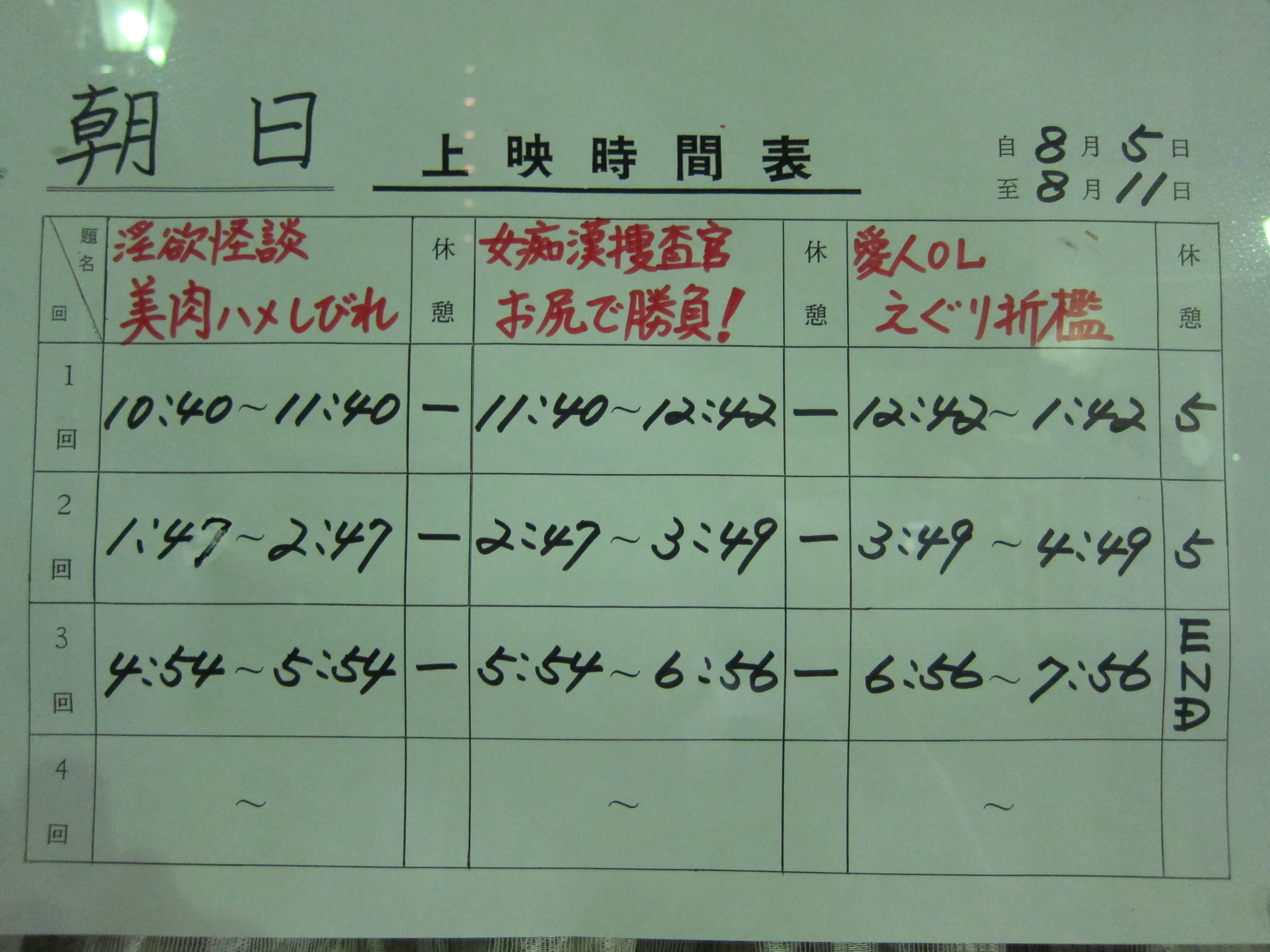

Phim hồng (tiếng Nhật: ピンク映画) là thuật ngữ phiếm chỉ các xuất phẩm điện ảnh mang thiên hướng khiêu dâm tại Nhật Bản các thập niên 1960 - 1980.

## Tiêu biểu

### Tác phẩm
- Chợ thịt (Kobayashi, 1962)
- Mơ ngày (Tetsuji Takechi, 1964)
- The Embryo Hunts In Secret (Koji Wakamatsu, 1966)
- Những thiên sứ bị cưỡng gian (Wakamatsu, 1967)
- Inflatable Sex Doll of the Wastelands (Yamatoya, 1967)
- Góa phụ nô lệ (Noriko Tatsumi, 1967)
- Go, Go Second Time Virgin (Wakamatsu, 1969)
- Sexy Battle Girls (1986)
- S&M Hunter (Shuji Kataoka, 1986), five-film series
- Tokyo Decadence (Ryu Murakami, 1992)
- The Glamorous Life of Sachiko Hanai (Meike, 2003)
- Cõi mơ hồ (Ueno, 2003)
- Thiên đàng của bác tôi (Imaoka, 2006)

Khiêu dâm lãng mạn (Nikkatsu)
- Apartment Wife: Affair In the Afternoon (Nishimura, 1971)
- Ichijo's Wet Desire (Kumashiro, 1972)
- Hana to hebi (Konuma, 1974)
- Wife to be Sacrificed (Konuma, 1974)
- A Woman Called Sada Abe (Tanaka, 1975)
- Cloistered Nun: Runa's Confession (Konuma, 1976)
- Watcher in the Attic (Tanaka, 1976)
- Fairy in a Cage (Kōyū Ohara, 1977)
- Rope Hell (Ohara, 1978)
- Rope Cosmetology (Nishimura, 1978)
- Angel Guts (9-film series, 1978–1994)
- Người đàn bà tóc đỏ (Kumashiro, 1979)

Bạo lực hồng (Toei)
- Shogun's Joys of Torture (Teruo Ishii, 1968)
- Female Convict 701: Scorpion (Itō, 1972)
- Girl Boss Guerilla (Norifumi Suzuki, 1972)
- Terrifying Girls' High School: Lynch Law Classroom (Norifumi Suzuki, 1973)
- Tình dục và cuồng nộ (Norifumi Suzuki, 1973)
- Female Yakuza Tale: Inquisition and Torture (Teruo Ishii, 1973)
- School of the Holy Beast (Norifumi Suzuki, 1974)
- Zero Woman: Red Handcuffs (Yukio Noda, 1974)
- Cổ họng sâu ở Tokyo (Mukai, 1975)

### Tác gia
- Masao Adachi
- Tarō Araki
- Sachi Hamano
- Yasuharu Hasebe
- Ryuichi Hiroki
- Toshiharu Ikeda
- Yutaka Ikejima
- Shinji Imaoka
- Takashi Ishii
- Teruo Ishii
- Shunya Itō
- Yoshikazu Katō
- Satoru Kobayashi
- Kazuo Komizu
- Masaru Konuma
- Minoru Kunizawa
- Kiyoshi Kurosawa
- Tatsumi Kumashiro
- Mitsuru Meike
- Yoshimitsu Morita
- Kan Mukai
- Giichi Nishihara
- Shôgorô Nishimura
- Kōyū Ohara
- Kazuhiro Sano
- Hisayasu Satō
- Toshiki Satō
- Kōji Seki
- Kazuyoshi Sekine
- Chūsei Sone
- Masayuki Suo
- Norifumi Suzuki
- Yūji Tajiri
- Banmei Takahashi
- Tetsuji Takechi
- Tetsuya Takehora
- Yōjirō Takita
- Rumi Tama
- Noboru Tanaka
- Naoyuki Tomomatsu
- Toshiya Ueno
- Kōji Wakamatsu
- Mamoru Watanabe
- Yumi Yoshiyuki
- Takahisa Zeze

### Tài tử
- Izumi Aki
- Minami Aoyama
- Asami
- Mayu Asada
- Lemon Hanazawa
- Yumika Hayashi
- Hotaru Hazuki
- Rinako Hirasawa
- Reiko Ike
- Kiyomi Ito
- Sakurako Kaoru
- Tamaki Katori
- Kyōko Kazama
- Maiko Kazama
- Riri Kōda
- Konatsu
- Юнько Мияшита
- Megumi Makihara
- Reiko Oshida
- Motoko Sasaki
- Yōko Satomi
- Katsura Tamaki
- Kazuko Shirakawa
- Maki Tomoda
- Miki Sugimoto
- Rumi Tama
- Naomi Tani